# Sumba (Faeröer)
Sumba is een dorp dat behoort tot de gemeente Sumbiar kommuna in het uiterste zuiden van het eiland Suðuroy op de Faeröer. Sumba heeft 281 inwoners. De postcode is FO 970.
Sumba is het meest zuidelijk gelegen dorp van de Faeröer. De inwoners worden Sumbingar genoemd en het dorp soms Sumbøur. Iets ten zuiden van Sumba op het zuidelijkste puntje van het eiland ligt Akraberg. Tegenwoordig is er alleen maar een vuurtoren.
Vanaf 1040 woonden er Friezen in Akraberg tot in 1350 een epidemie van de Zwarte Dood voor iedereen fataal afliep. De Friese inwoners van Akraberg waren nog lange tijd aanhangers van de Germaanse religie nadat de Faeröereilanden bekeerd waren tot het christendom.
Een hoge berg scheidt het dorp van de rest van het eiland. Vlak bij Sumba ligt het kleine eilandje Sumbiarhjølmur dat vaak wordt gebruikt om de schapen te laten grazen. het dorp heeft ook een voetbalclub die speelt onder de naam SÍ (Sumbiar Ítróttarfelag)